# Everett Bradley
Everett Bradley (Cedar Rapids, 19 de mayo de 1897-Wichita, 25 de julio de 1969) fue un atleta estadounidense, especialista en la prueba de pentatlón en la que llegó a ser subcampeón olímpico en 1920.

## Carrera deportiva
En los JJ. OO. de Amberes 1920 ganó la medalla de plata en la competición de pentatlón, con una puntuación de 24 puntos, tras el finlandés Eero Lehtonen (oro con 14 puntos) y por delante de otro finlandés Hugo Lahtinen (bronce con 26 puntos).